# Чаплін (Мазовецьке воєводство)
Чаплін (пол. Czaplin) — село в Польщі, у гміні Ґура-Кальварія Пясечинського повіту Мазовецького воєводства.
Населення — 221 особа (2011).
У 1975-1998 роках село належало до Варшавського воєводства.

## Демографія
Демографічна структура станом на 31 березня 2011 року:
|          | Загалом | Допрацездатний вік | Працездатний вік | Постпрацездатний вік |
| -------- | ------- | ------------------ | ---------------- | -------------------- |
| Чоловіки | 105     | 34                 | 65               | 6                    |
| Жінки    | 116     | 25                 | 73               | 18                   |
| Разом    | 221     | 59                 | 138              | 24                   |